# مونی مترو
مونی مترو (انگلیسی: Muni Metro) یک سیستم قطار سبک شهری در سان فرانسیسکو، آمریکا است.
این مترو که در سال ۱۹۸۰ تأسیس شده دارای ۶ خط، ۱۲۰ ایستگاه و ۵۹٫۲ کیلومتر طول است.

## نگارخانه

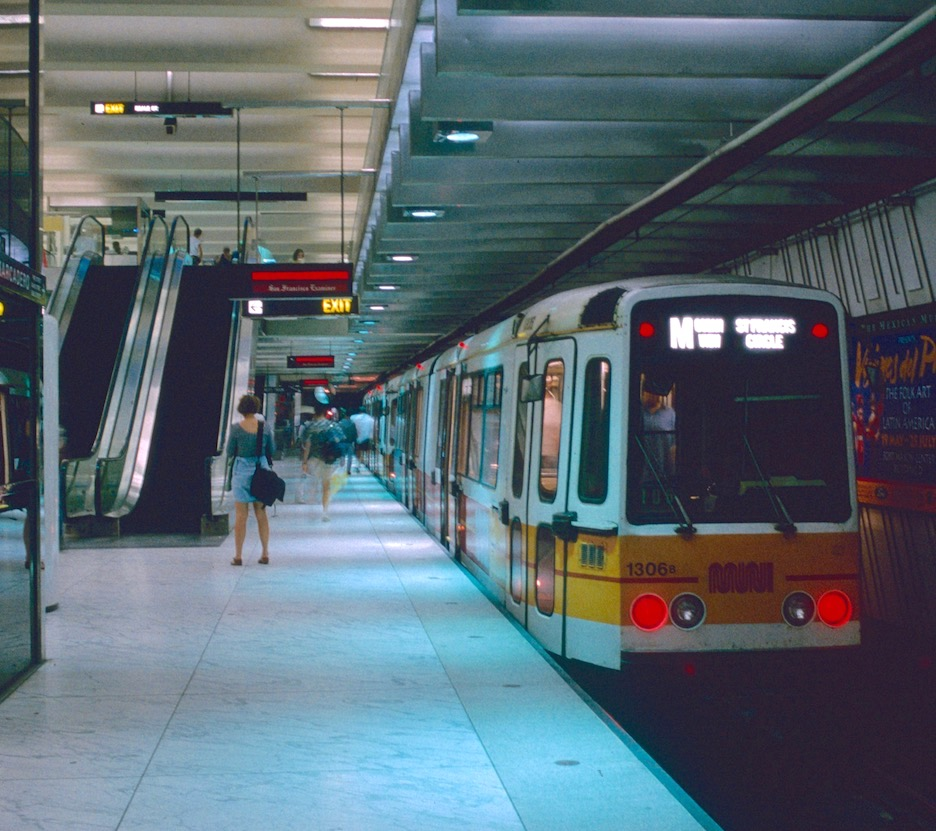
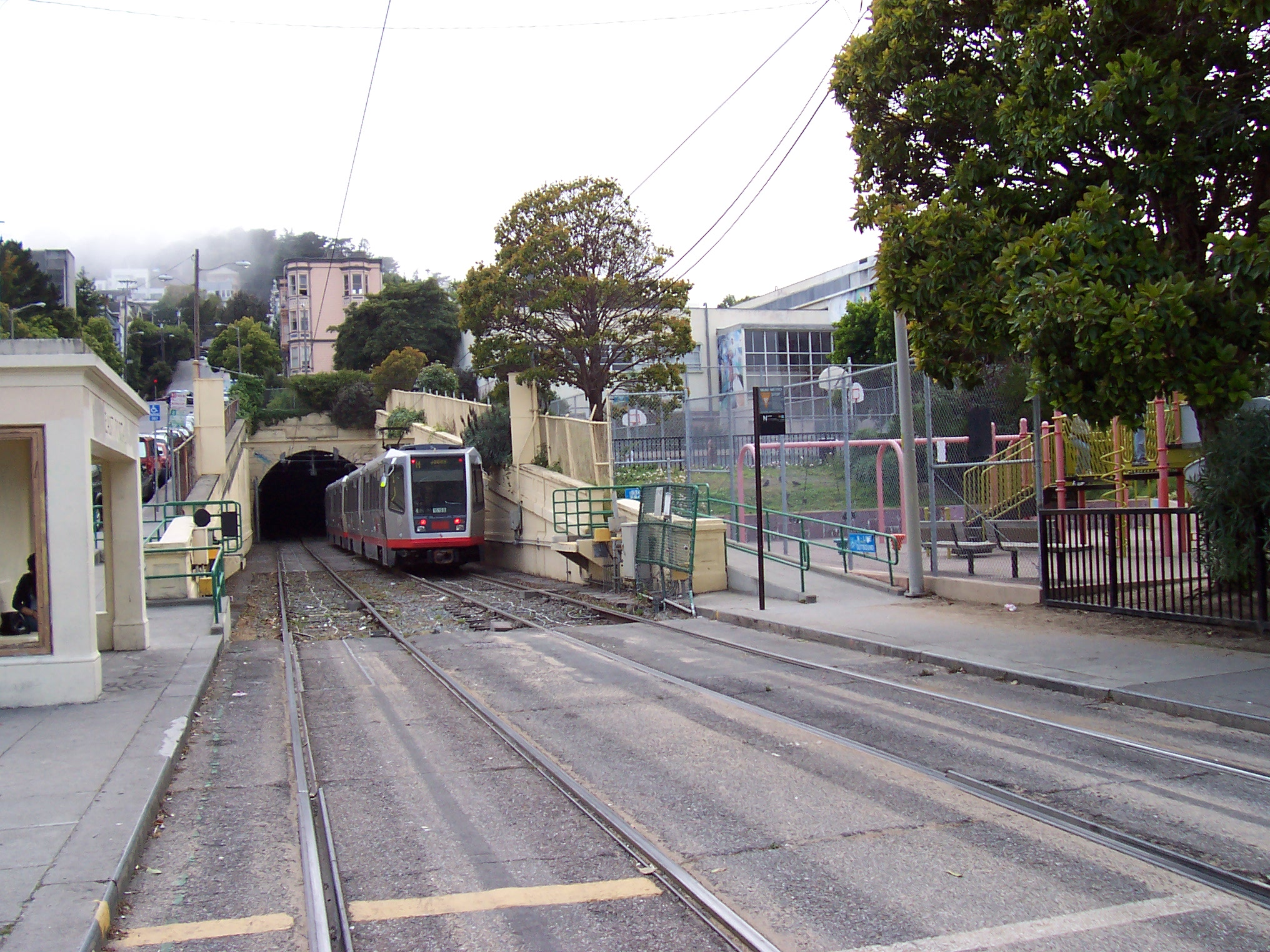
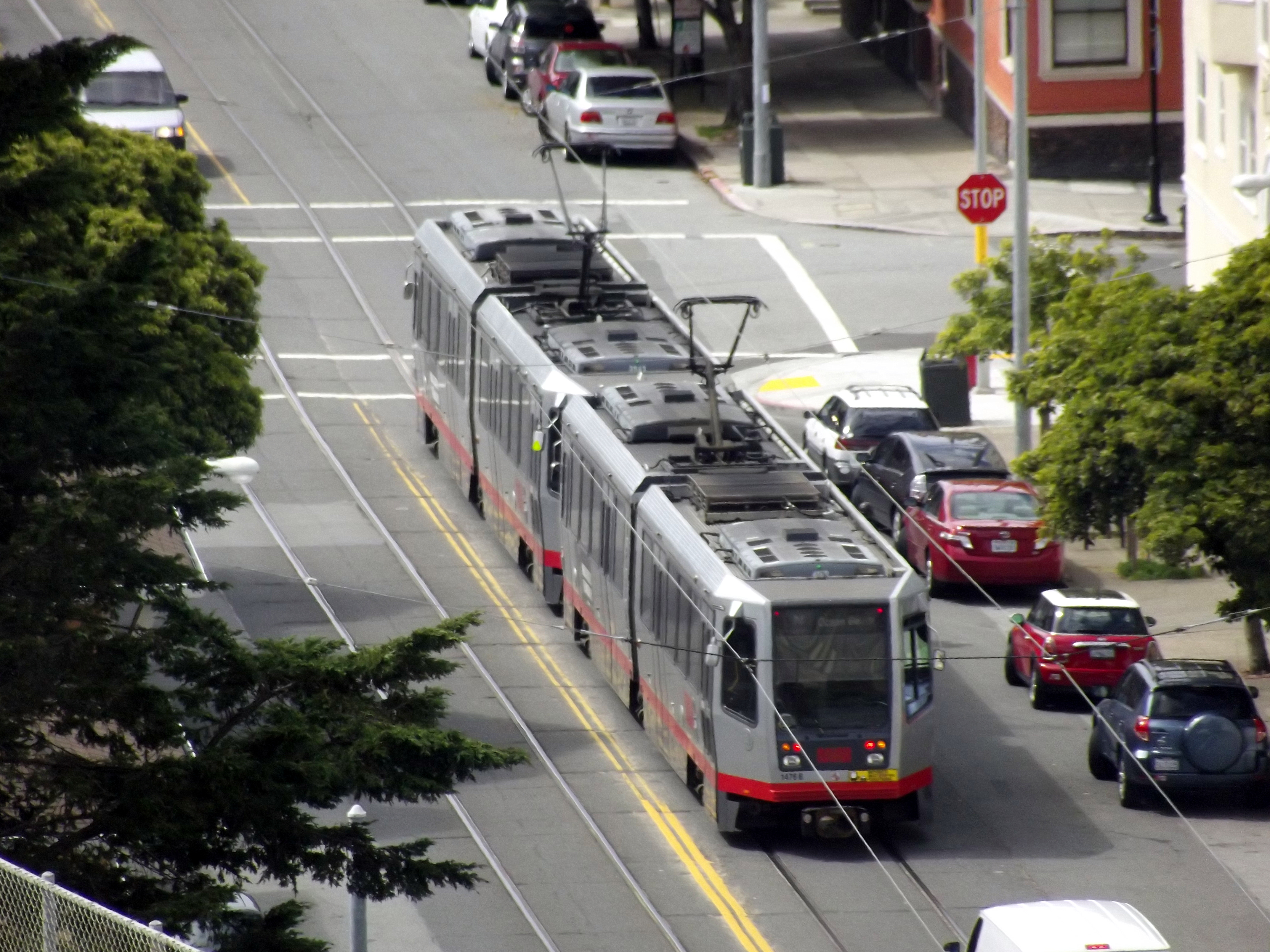
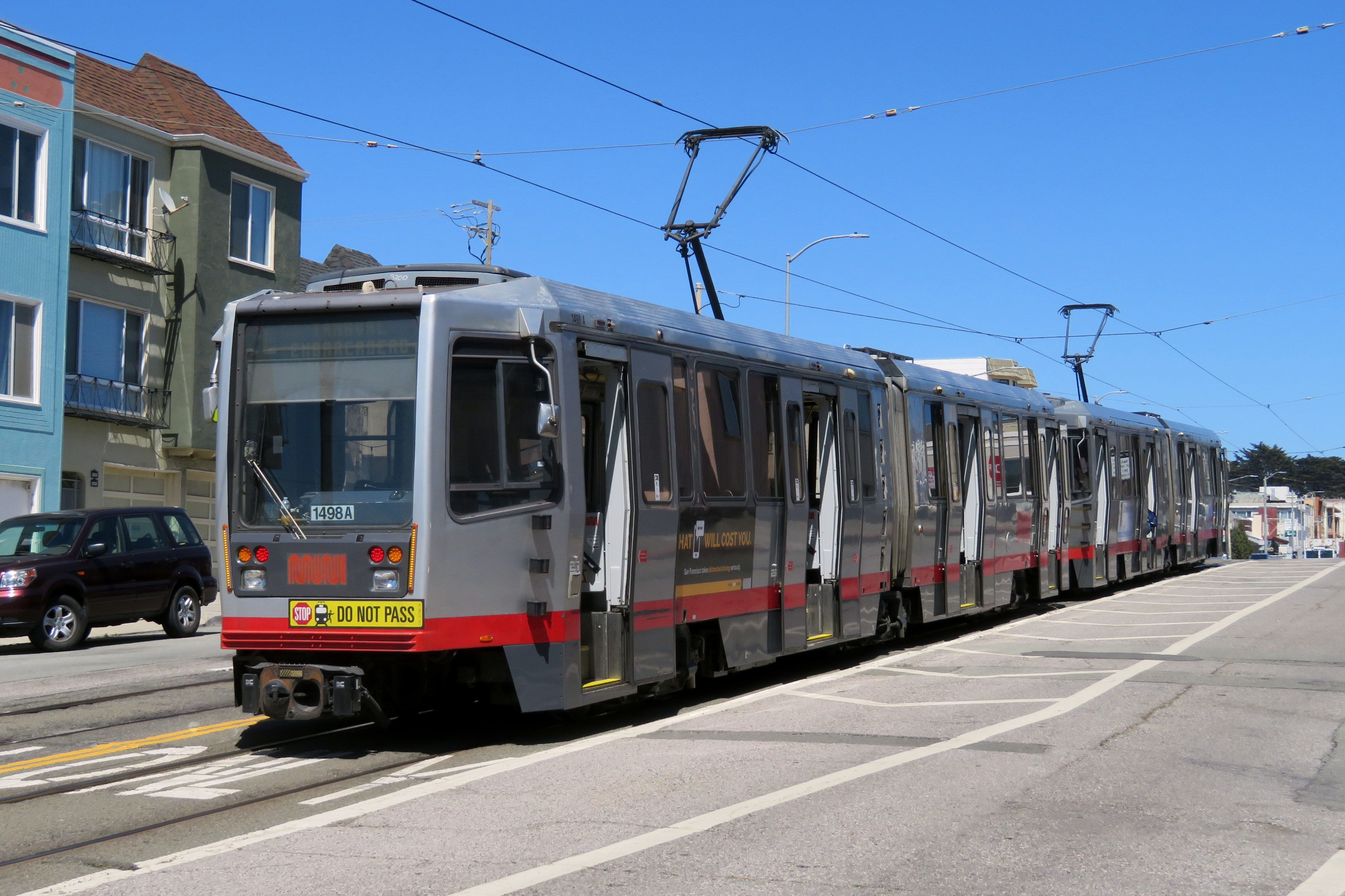